# يسبر لارسون
يسبر لارسون (بالسويدية: Jesper Larsson)‏ (27 يوليو 1973 في السويد - ) هو لاعب كرة يد سويدي في مركز حارس مرمى ‏،. لعب مع نادي دروت لكرة اليد.

## وصلات خارجية
- يسبر لارسون على موقع الاتحاد الأوروبي لكرة اليد (الإنجليزية)